# 佐久間信登
佐久間 信登（さくま のぶたか）は、江戸時代中期の旗本。
元禄14年（1701年）7月12日、将軍・徳川綱吉に初めて拝謁。宝永5年（1708年）閏1月5日、家督（蔵米300俵）を相続。
享保4年（1719年）10月18日、大番に列せられた。享保6年（1721年）閏7月26日、御納戸番となり、享保18年（1733年）12月28日に辞した。
享保20年（1735年）3月10日、死去。
| スタブアイコン | サブスタブ | この項目は、まだ閲覧者の調べものの参照としては役立たない、人物に関連した書きかけの項目です。この項目を加筆・訂正などしてくださる協力者を求めています（P:人物伝/PJ:人物伝）。 |